# Mariana Castillo Deball
Mariana Castillo Deball (* 1975 in Mexiko-Stadt) ist eine mexikanische Künstlerin.

## Leben
Castillo Deball studierte das Fach Kunst in den Jahren von 1993 bis 1997 an der Universidad Nacional Autónoma de México (UNAM) in Mexiko-Stadt und schloss dort mit dem Titel Master of Arts ab. An der privaten Universidad Iberoamericana ihrer Heimatstadt legte sie 1999 ein Masterexamen im Fach Philosophie ab. 2002 bis 2003 besuchte sie im Rahmen eines Postgraduierten-Studiums die Jan van Eyck Academie in Maastricht in den Niederlanden.
Castille Deball lebt und arbeitet sowohl in Berlin als auch in Amsterdam. Einzelausstellungen ihrer Werke fanden sowohl in Europa als auch in Kalifornien und ihrer Heimat statt. 2012 stellte sie auf der dOCUMENTA (13) in Kassel aus.
Seit 2015 ist sie in Nachfolge von Ayşe Erkmen Professorin für Bildhauerei an der Kunstakademie Münster.

## Preise und Auszeichnungen
- 2011: Stipendiatin in der Sparte Bildende Kunst Berliner Künstlerprogramm des DAAD.
- 2013: Preis der Nationalgalerie für junge Kunst, Berlin.
- 2009: ars viva 2009/10, Kulturkreis der deutschen Wirtschaft im BDI e.V., Berlin.

## Ausstellungen
- 2009: Special Project. ARTISSIMA 16, Internationale d’Arte Contemporanea, Turin
- 2009: Kaleidoscopic Eye. Kunsthalle St. Gallen, Schweiz
- 2010: Between You and the Image of You that Reaches Me. Museum of Latinamerican Art, Long Beach, Kalifornien, USA
- 2010: mit Simone Schardt: Schauort Galerie, Zürich
- 2011: Figures Don't Lie but Liars Can Figure. Galerie Pink Summer, Genf
- 2011: Este desorden construido, autoriza geológicas sorpresas a la memoria más abandonada. Museo Experimental El Eco, Mexiko-Stadt
- 2012: Life Is Elsewhere. Galerie im Körnerpark, Berlin
- 2012: dOCUMENTA (13), Kassel
- 2014/2015: Parergon, Installation. Hamburger Bahnhof – Museum für Gegenwart, Berlin

Gemeinschaftsausstellungen
- 2009/2010: Ausstellung der Preisträger bildende Kunst des Kulturkreises der Deutschen Wirtschaft im BDI e. V.: Geschichte - History: Mariana Castillo Deball, Jay Chung & O. Takeki Maeda, Dani Gal, Museum Wiesbaden; danach Kölnischer Kunstverein und Migros Museum für Gegenwartskunst, Zürich. Katalog.